# Best FIFA Football Player
The Best FIFA Football Player, tidigare FIFA World Player och FIFA Ballon d'Or, Världens bästa fotbollsspelare, är ett pris om delas ut av internationella fotbollsförbundet för individuella prestationer. Det instiftades år 1991 och delades ut till och med 2009, och det kompletterades med ett pris för damspelare från 2001. År 2010 slogs priset samman Ballon d'Or under namnet FIFA Ballon d'Or. År 2015 upphörde samarbetet och Ballon d'Or och är åter ett eget pris under namnet The Best FIFA Football Player. I historiska sammanställningar räknas vinnarna av FIFA Ballon d'Or som vinnare både till Ballon d'Or och FIFA World Player. Pristagarna nomineras av världens ledande förbundskaptener och landslagskaptener. Därefter sammanställer Fifa rösterna och delar ut priset till de tre manliga och tre kvinnliga spelarna med flest röster.
Pristagarna tillkännages och priserna delas ut i januari årligen. Galan namngavs 2016 för The Best FIFA Football Award där flera priser som hanteras av FIFA delas ut:
- The Best FIFA Football Player, ett pris för herrar och ett för damer.
- The Best FIFA Football Coach, delas ut till bästa tränare.
- Fair Play Award, en spelare hyllas för rent spel, priset har delats ut sedan 1987.
- Puskás Award, instiftades 2009 och delas ut till det snyggaste målet under det gångna året, räknat från 30 september föregående till 30 september innevarande år
- Fan Award, delas ut till en supporter eller supportergrupp som på ett unikt sätt hyllat sitt lag.
- FIFA FIFPro World11, är ett samarbete med spelarorganisationen FIFPro, där ett drömlag röstas fram av organisationens medlemmar. Det delades ut av FIFpro från 2005 och blev en del av FIFA:s gala 2009.

## Herrar

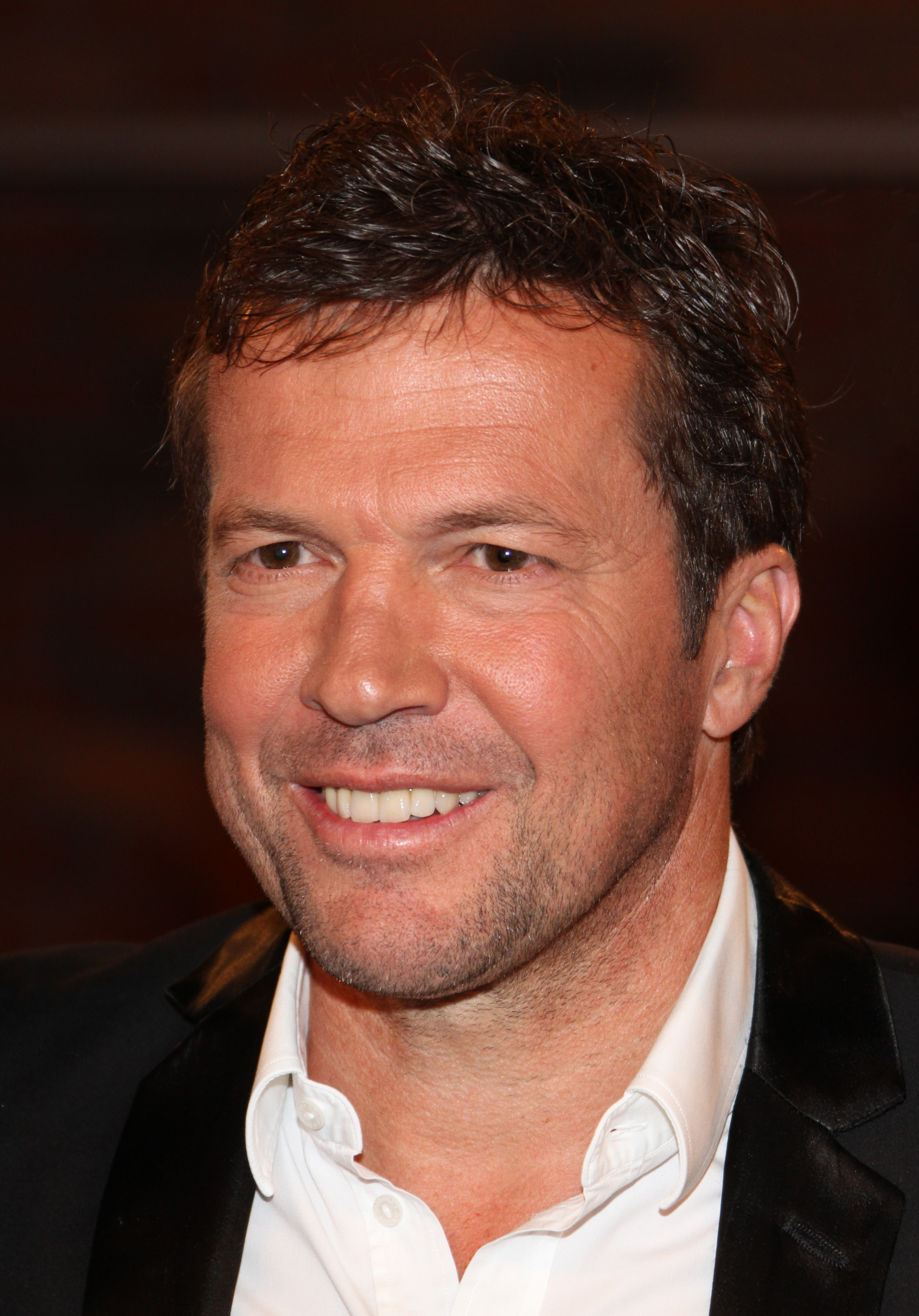
Lothar Matthäus var den första som utsågs till World Player of the Year av Fifa

| 2018                                                                                       | 1       | Luka Modrić                  | Kroatien      | Real Madrid                         | Mittfältare |
| 2018                                                                                       | 2       | Cristiano Ronaldo            | Portugal      | Juventus                            | Anfallare   |
| 2018                                                                                       | 3       | Mohamed Salah                | Egypten       | Liverpool                           | Anfallare   |
| 2017                                                                                       | 1       | Cristiano Ronaldo            | Portugal      | Real Madrid                         | Anfallare   |
| 2017                                                                                       | 2       | Lionel Messi                 | Argentina     | FC Barcelona                        | Anfallare   |
| 2017                                                                                       | 3       | Neymar                       | Brasilien     | Paris Saint Germain                 | Anfallare   |
| 2016                                                                                       | 1       | Cristiano Ronaldo            | Portugal      | Real Madrid                         | Anfallare   |
| 2016                                                                                       | 2       | Lionel Messi                 | Argentina     | FC Barcelona                        | Anfallare   |
| 2016                                                                                       | 3       | Antoine Griezmann            | Frankrike     | Atlético Madrid                     | Anfallare   |
| Mellan 2010 och 2015 sammanslaget med utmärkelse Ballon d'Or under namnet FIFA Ballon d'Or |         |                              |               |                                     |             |
| 2015                                                                                       | 1       | Lionel Messi                 | Argentina     | FC Barcelona                        | Anfallare   |
| 2015                                                                                       | 2       | Cristiano Ronaldo            | Portugal      | Real Madrid                         | Anfallare   |
| 2015                                                                                       | 3       | Neymar                       | Brasilien     | FC Barcelona                        | Anfallare   |
| 2014                                                                                       | 1       | Cristiano Ronaldo            | Portugal      | Real Madrid                         | Anfallare   |
| 2014                                                                                       | 2       | Lionel Messi                 | Argentina     | FC Barcelona                        | Anfallare   |
| 2014                                                                                       | 3       | Manuel Neuer                 | Tyskland      | Bayern München                      | Målvakt     |
| 2013                                                                                       | 1       | Cristiano Ronaldo            | Portugal      | Real Madrid                         | Anfallare   |
| 2013                                                                                       | 2       | Lionel Messi                 | Argentina     | FC Barcelona                        | Anfallare   |
| 2013                                                                                       | 3       | Franck Ribéry                | Frankrike     | Bayern München                      | Anfallare   |
| 2012                                                                                       | 1       | Lionel Messi                 | Argentina     | FC Barcelona                        | Anfallare   |
| 2012                                                                                       | 2       | Cristiano Ronaldo            | Portugal      | Real Madrid                         | Anfallare   |
| 2012                                                                                       | 3       | Andrés Iniesta               | Spanien       | FC Barcelona                        | Mittfältare |
| 2011                                                                                       | 1       | Lionel Messi                 | Argentina     | FC Barcelona                        | Anfallare   |
| 2011                                                                                       | 2       | Cristiano Ronaldo            | Portugal      | Real Madrid                         | Anfallare   |
| 2011                                                                                       | 3       | Xavi                         | Spanien       | FC Barcelona                        | Mittfältare |
| 2010                                                                                       | 1       | Lionel Messi                 | Argentina     | FC Barcelona                        | Anfallare   |
| 2010                                                                                       | 2       | Andrés Iniesta               | Spanien       | FC Barcelona                        | Mittfältare |
| 2010                                                                                       | 3       | Xavi                         | Spanien       | FC Barcelona                        | Mittfältare |
| Mellan 2010 och 2015 sammanslaget med utmärkelse Ballon d'Or under namnet FIFA Ballon d'Or |         |                              |               |                                     |             |
| 2009                                                                                       | 1       | Lionel Messi                 | Argentina     | FC Barcelona                        | Anfallare   |
| 2009                                                                                       | 2       | Cristiano Ronaldo            | Portugal      | Real Madrid                         | Anfallare   |
| 2009                                                                                       | 3       | Xavi                         | Spanien       | FC Barcelona                        | Mittfältare |
| 2008                                                                                       | 1       | Cristiano Ronaldo            | Portugal      | Manchester United                   | Mittfältare |
| 2008                                                                                       | 2       | Lionel Messi                 | Argentina     | FC Barcelona                        | Anfallare   |
| 2008                                                                                       | 3       | Fernando Torres              | Spanien       | Liverpool FC                        | Anfallare   |
| 2007 Detaljer                                                                              | 1       | Kaká                         | Brasilien     | AC Milan                            | Mittfältare |
| 2007 Detaljer                                                                              | 2       | Lionel Messi                 | Argentina     | FC Barcelona                        | Mittfältare |
| 2007 Detaljer                                                                              | 3       | Cristiano Ronaldo            | Portugal      | Manchester United                   | Anfallare   |
| 2006                                                                                       | 1       | Fabio Cannavaro              | Italien       | Real Madrid                         | Försvarare  |
| 2006                                                                                       | 2       | Zinedine Zidane              | Frankrike     | Real Madrid                         | Mittfältare |
| 2006                                                                                       | 3       | Ronaldinho                   | Brasilien     | FC Barcelona                        | Mittfältare |
| 2005                                                                                       | 1       | Ronaldinho                   | Brasilien     | FC Barcelona                        | Mittfältare |
| 2005                                                                                       | 2       | Frank Lampard                | England       | Chelsea FC                          | Mittfältare |
| 2005                                                                                       | 3       | Samuel Eto'o                 | Kamerun       | FC Barcelona                        | Anfallare   |
| 2004                                                                                       | 1       | Ronaldinho                   | Brasilien     | FC Barcelona                        | Mittfältare |
| 2004                                                                                       | 2       | Thierry Henry                | Frankrike     | Arsenal                             | Anfallare   |
| 2004                                                                                       | 3       | Andrij Sjevtjenko            | Ukraina       | AC Milan                            | Anfallare   |
| 2003                                                                                       | 1       | Zinedine Zidane              | Frankrike     | Real Madrid                         | Mittfältare |
| 2003                                                                                       | 2       | Thierry Henry                | Frankrike     | Arsenal                             | Anfallare   |
| 2003                                                                                       | 3       | Ronaldo Luís Nazário de Lima | Brasilien     | Real Madrid                         | Anfallare   |
| 2002                                                                                       | 1       | Ronaldo Luís Nazário de Lima | Brasilien     | Inter · Real Madrid                 | Anfallare   |
| 2002                                                                                       | 2       | Oliver Kahn                  | Tyskland      | Bayern München                      | Målvakt     |
| 2002                                                                                       | 3       | Zinedine Zidane              | Frankrike     | Real Madrid                         | Mittfältare |
| 2001                                                                                       | 1       | Luís Figo                    | Portugal      | Real Madrid                         | Mittfältare |
| 2001                                                                                       | 2       | David Beckham                | England       | Manchester United FC                | Mittfältare |
| 2001                                                                                       | 3       | Raúl González Blanco         | Spanien       | Real Madrid                         | Anfallare   |
| 2000                                                                                       | 1       | Zinedine Zidane              | Frankrike     | Juventus                            | Mittfältare |
| 2000                                                                                       | 2       | Luís Figo                    | Portugal      | FC Barcelona · Real Madrid          | Mittfältare |
| 2000                                                                                       | 3       | Rivaldo                      | Brasilien     | FC Barcelona                        | Mittfältare |
| 1999                                                                                       | 1       | Rivaldo                      | Brasilien     | FC Barcelona                        | Mittfältare |
| 1999                                                                                       | 2       | David Beckham                | England       | Manchester United FC                | Mittfältare |
| 1999                                                                                       | 3       | Gabriel Batistuta            | Argentina     | Fiorentina                          | Anfallare   |
| 1998                                                                                       | 1       | Zinedine Zidane              | Frankrike     | Juventus                            | Mittfältare |
| 1998                                                                                       | 2       | Ronaldo Luís Nazário de Lima | Brasilien     | Inter                               | Anfallare   |
| 1998                                                                                       | 3       | Davor Šuker                  | Kroatien      | Real Madrid                         | Anfallare   |
| 1997                                                                                       | 1       | Ronaldo Luís Nazário de Lima | Brasilien     | FC Barcelona                        | Anfallare   |
| 1997                                                                                       | 2       | Roberto Carlos               | Brasilien     | Real Madrid                         | Försvarare  |
| 1997                                                                                       | 3 (tie) | Dennis Bergkamp              | Nederländerna | Arsenal                             | Anfallare   |
| 1997                                                                                       | 3 (tie) | Zinedine Zidane              | Frankrike     | Juventus                            | Mittfältare |
| 1996                                                                                       | 1       | Ronaldo Luís Nazário de Lima | Brasilien     | FC Barcelona                        | Anfallare   |
| 1996                                                                                       | 2       | George Weah                  | Liberia       | AC Milan                            | Anfallare   |
| 1996                                                                                       | 3       | Alan Shearer                 | England       | Blackburn · Newcastle United FC     | Anfallare   |
| 1995                                                                                       | 1       | George Weah                  | Liberia       | Paris Saint Germain · AC Milan      | Anfallare   |
| 1995                                                                                       | 2       | Paolo Maldini                | Italien       | AC Milan                            | Försvarare  |
| 1995                                                                                       | 3       | Jürgen Klinsmann             | Tyskland      | Tottenham Hotspurs · Bayern München | Anfallare   |
| 1994                                                                                       | 1       | Romário                      | Brasilien     | FC Barcelona                        | Anfallare   |
| 1994                                                                                       | 2       | Hristo Stoitjkov             | Bulgarien     | FC Barcelona                        | Anfallare   |
| 1994                                                                                       | 3       | Roberto Baggio               | Italien       | Juventus                            | Anfallare   |
| 1993                                                                                       | 1       | Roberto Baggio               | Italien       | Juventus                            | Anfallare   |
| 1993                                                                                       | 2       | Romário                      | Brasilien     | FC Barcelona                        | Anfallare   |
| 1993                                                                                       | 3       | Dennis Bergkamp              | Nederländerna | Ajax · Inter                        | Anfallare   |
| 1992                                                                                       | 1       | Marco van Basten             | Nederländerna | AC Milan                            | Anfallare   |
| 1992                                                                                       | 2       | Hristo Stoitjkov             | Bulgarien     | FC Barcelona                        | Anfallare   |
| 1992                                                                                       | 3       | Thomas Häßler                | Tyskland      | AS Roma                             | Mittfältare |
| 1991                                                                                       | 1       | Lothar Matthäus              | Tyskland      | Inter                               | Försvarare  |
| 1991                                                                                       | 2       | Jean-Pierre Papin            | Frankrike     | Olympique Marseille                 | Anfallare   |
| 1991                                                                                       | 3       | Gary Lineker                 | England       | Tottenham Hotspurs                  | Anfallare   |

## Vinnare efter nation
Tabell över vinnare i kategori vilken nationalitet vinnande spelaren har/hade.
|    | Land          | Första plats                                       | Andra plats                            | Tredje plats                           |
| -- | ------------- | -------------------------------------------------- | -------------------------------------- | -------------------------------------- |
| 1  | Brasilien     | 8 (1994, 1996, 1997, 1999, 2002, 2004, 2005, 2007) | 3 (1993, 1997, 1998)                   | 5 (2000, 2003, 2006, 2015, 2017)       |
| 2  | Portugal      | 6 (2001, 2008 , 2013, 2014, 2016, 2017)            | 6 (2000, 2009, 2011, 2012, 2015, 2018) | 1 (2007)                               |
| 3  | Argentina     | 5 (2009, 2010, 2011, 2012, 2015)                   | 6 (2007, 2008, 2013, 2014, 2016, 2017) | 1 (1999)                               |
| 4  | Frankrike     | 3 (1998, 2000, 2003)                               | 4 (1991, 2003, 2004, 2006)             | 4 (1997*, 2002, 2013, 2016)            |
| 5  | Italien       | 2 (1993, 2006)                                     | 1 (1995)                               | 1 (1994)                               |
| 6  | Tyskland      | 1 (1991)                                           | 1 (2002)                               | 3 (1992, 1995, 2014)                   |
| 7  | Liberia       | 1 (1995)                                           | 1 (1996)                               | 0                                      |
| 8  | Nederländerna | 1 (1992)                                           | 0                                      | 2 (1993, 1997*)                        |
| 9  | Kroatien      | 1 (2018)                                           | 0                                      | 1 (1998)                               |
| 10 | England       | 0                                                  | 3 (1999, 2001, 2005)                   | 2 (1991, 1996)                         |
| 11 | Bulgarien     | 0                                                  | 2 (1992, 1994)                         | 0                                      |
| 12 | Spanien       | 0                                                  | 1 (2010)                               | 6 (2001, 2008, 2009, 2010, 2011, 2012) |
| 13 | Ukraina       | 0                                                  | 0                                      | 1 (2004)                               |
| 14 | Kamerun       | 0                                                  | 0                                      | 1 (2005)                               |
| 15 | Egypten       | 0                                                  | 0                                      | 1 (2018)                               |

*)1997 delades tredjepriset mellan Zinedine Zidane, Frankrike, och Dennis Bergkamp, Nederländerna.

## Damer

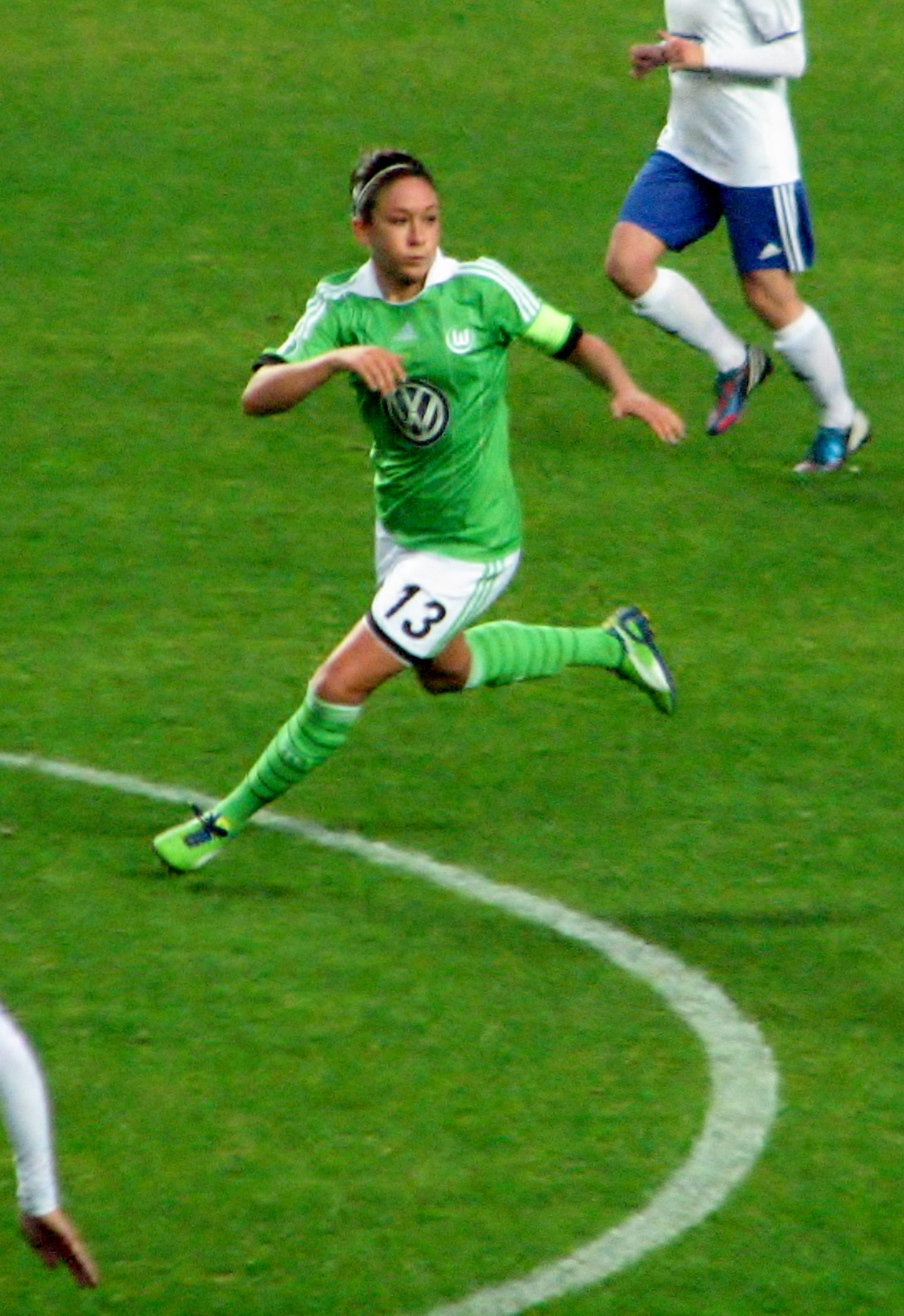
Nadine Keßler, pristagare 2014.

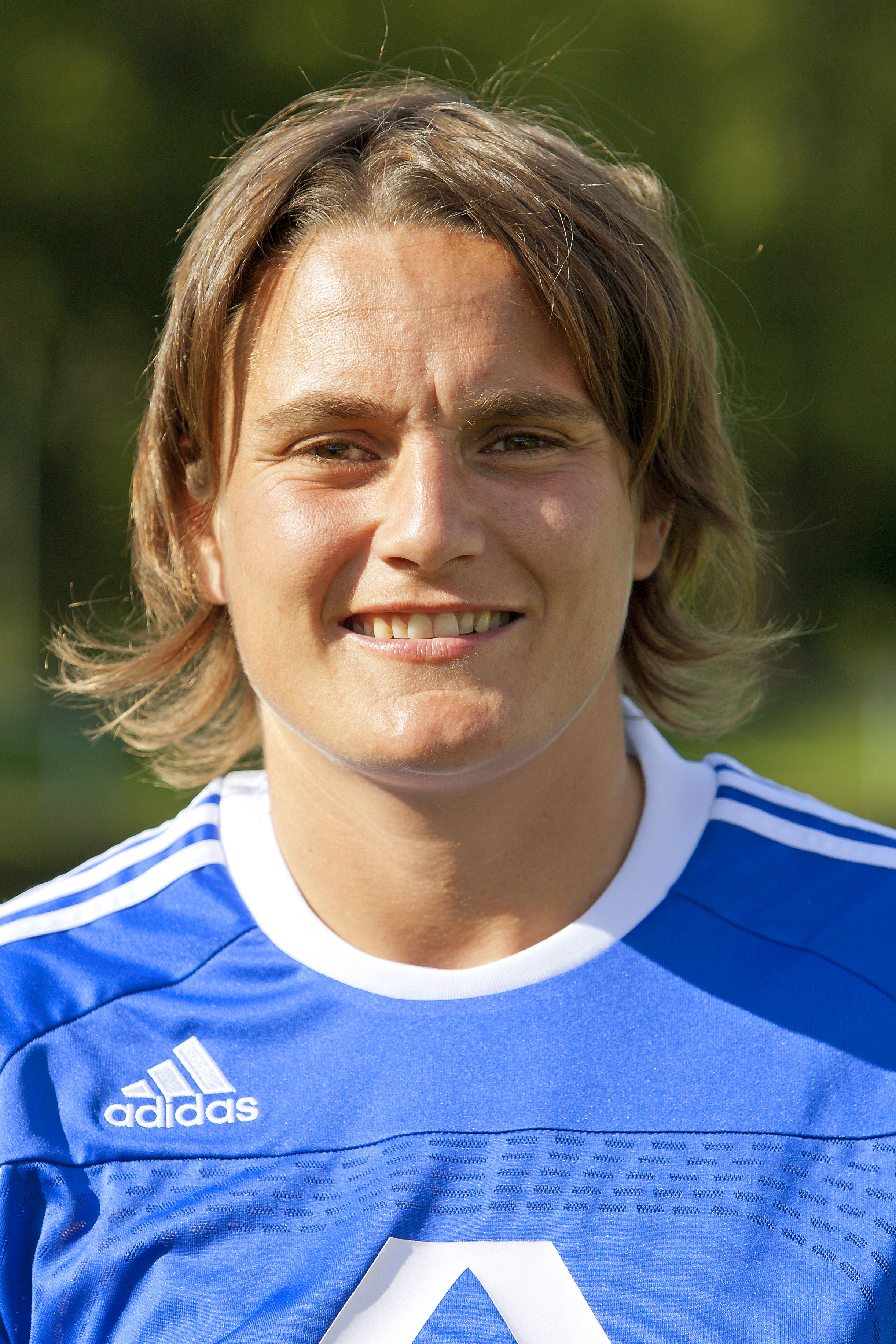
Nadine Angerer, pristagare 2013.

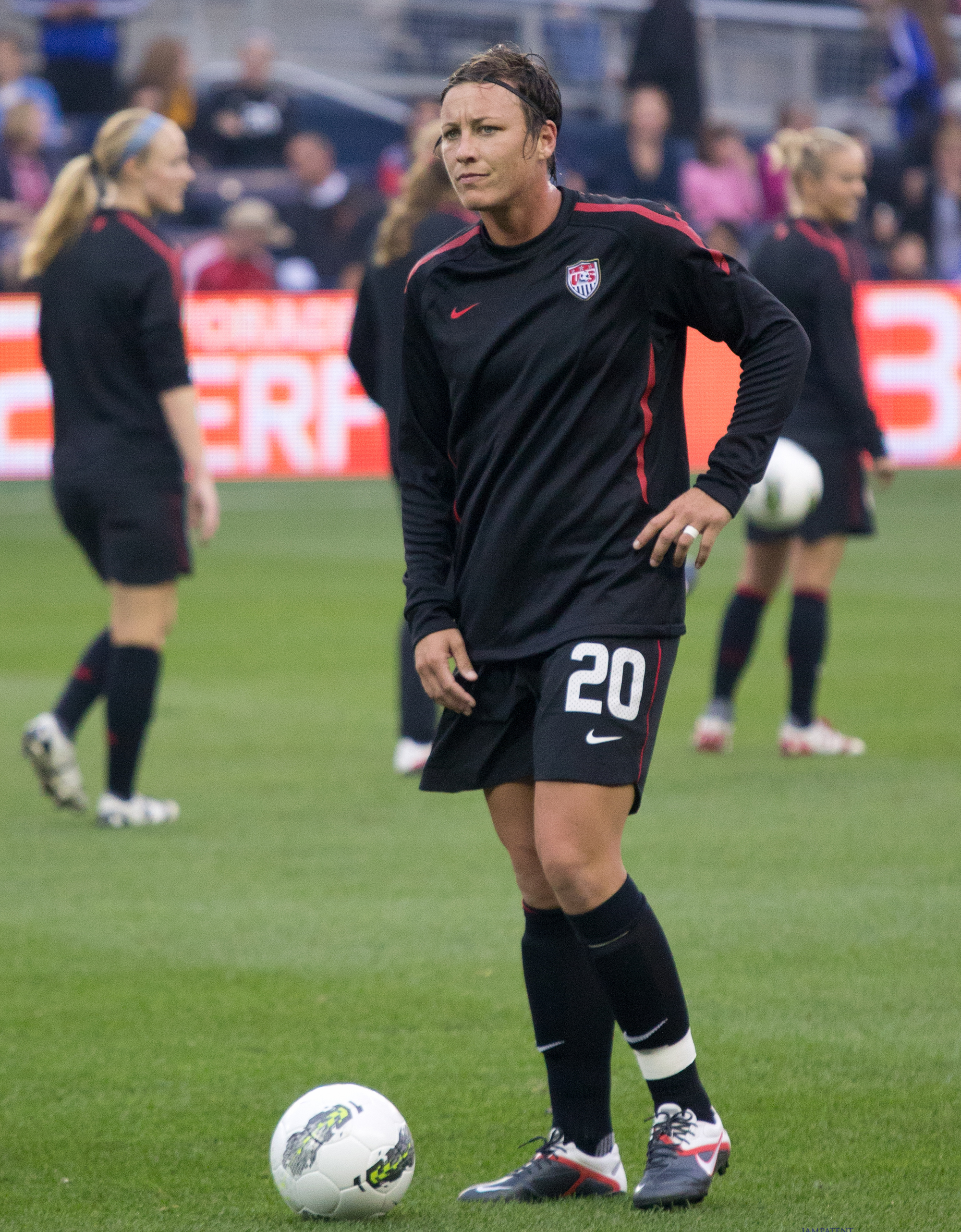
Abby Wambach vann guldbollen 2012.

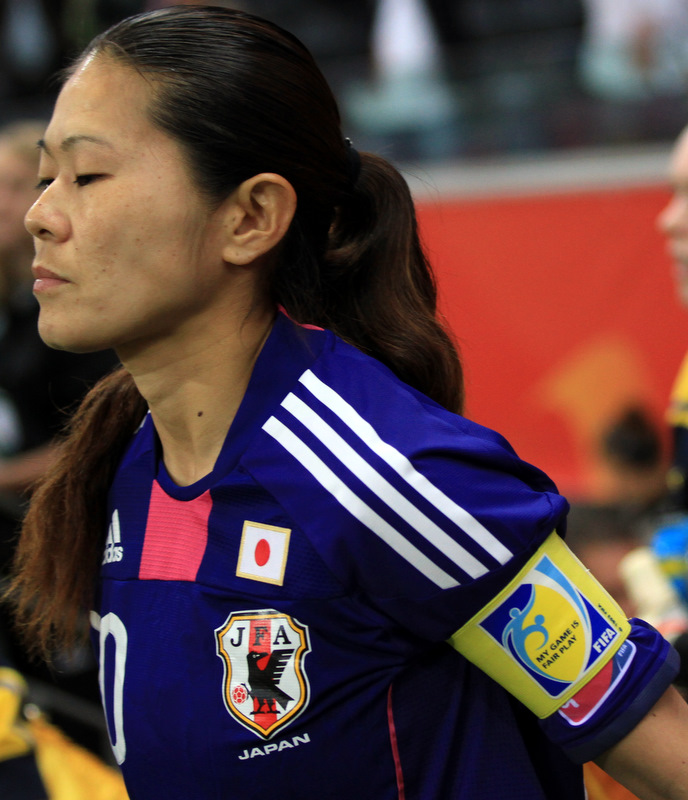
Homare Sawa vann guldbollen 2011.

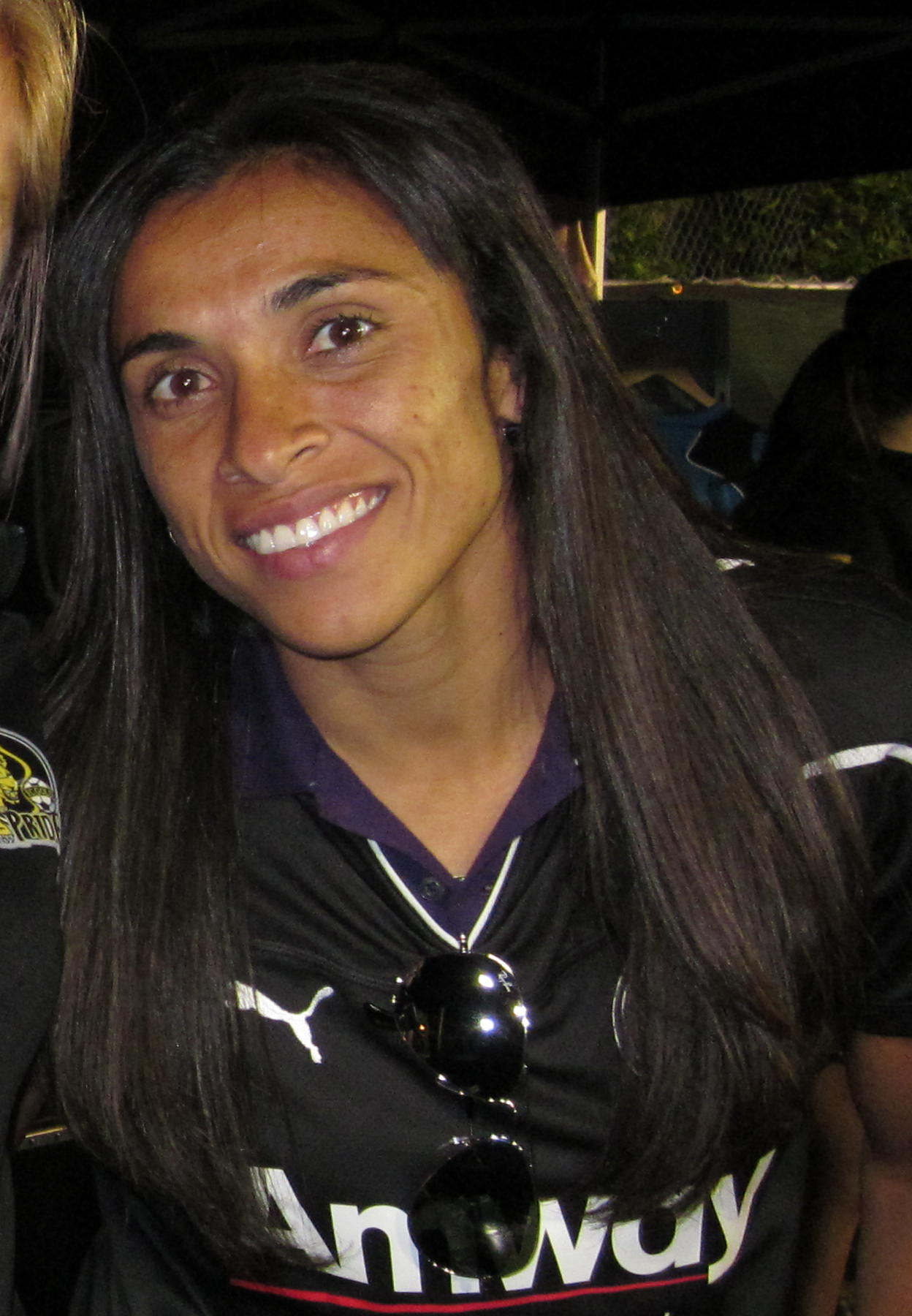
Första guldbollen för kvinnliga fotbollsspelare fick Marta 2010.

Före 2010, det vill säga från år 2001 till och med år 2010 delades priset till bästa kvinnliga fotbollsspelare ut av Fifa under namnet FIFA World Player of the Year. Efter sammanslagningen med Ballon d'Or delas "FIFA Women’s World Player of the Year" (franska: "Joueuse Mondiale de la FIFA") ut till kvinnliga spelare; damernas pris samordnades med herrarnas Fifa Ballon d'Or och delades ut vid samma prisceremoni. År 2012 fick Abby Wambach priset utan att tillhöra någon klubb, efter att den amerikanska proffsligan Women's Professional Soccer lagt ner. Från och med 2016 delar Fifa åter ut priset under namnet Best FIFA Football Player.
| År            | Placering | Spelare            | Land          | Klubb                       | Position    |
| ------------- | --------- | ------------------ | ------------- | --------------------------- | ----------- |
| 2018          | 1:a       | Marta              | Brasilien     | Orlando Pride               | Anfallare   |
| 2018          | 2:a       | Dzsenifer Marozsán | Tyskland      | Lyon                        | Mittfältare |
| 2018          | 3:a       | Ada Hegerberg      | Norge         | Lyon                        | Anfallare   |
| 2017          | 1:a       | Lieke Martens      | Nederländerna | FC Barcelona                | Mittfältare |
| 2017          | 2:a       | Deyna Castellanos  | Venezuela     | Santa Clarita Blue Heat     | Anfallare   |
| 2017          | 3:a       | Carli Lloyd        | USA           | Houston Dash                | Mittfältare |
| 2016          | 1:a       | Carli Lloyd        | USA           | Houston Dash                | Mittfältare |
| 2016          | 2:a       | Marta              | Brasilien     | FC Rosengård                | Anfallare   |
| 2016          | 3:a       | Melaine Behringer  | Tyskland      | Bayern München              | Mittfältare |
| 2015          | 1:a       | Carli Lloyd        | USA           | Houston Dash                | Mittfältare |
| 2015          | 2:a       | Célia Šašić        | Tyskland      | 1. FFC Frankfurt            | Anfallare   |
| 2015          | 3:a       | Aya Miyama         | Japan         | Okayama Yunogo Belle        | Mittfältare |
| 2014          | 1:a       | Nadine Keßler      | Tyskland      | VfL Wolfsburg               | Mittfältare |
| 2014          | 2:a       | Marta              | Brasilien     | FC Rosengård                | Anfallare   |
| 2014          | 3:a       | Abby Wambach       | USA           | Western New York Flash      | Anfallare   |
| 2013          | 1:a       | Nadine Angerer     | Tyskland      | Brisbane Roar FC            | Målvakt     |
| 2013          | 2:a       | Marta              | Brasilien     | Tyresö FF                   | Anfallare   |
| 2013          | 3:a       | Abby Wambach       | USA           | Western New York Flash      | Anfallare   |
| 2012          | 1:a       | Abby Wambach       | USA           | Klubblös                    | Anfallare   |
| 2012          | 2:a       | Marta              | Brasilien     | Tyresö FF                   | Anfallare   |
| 2012          | 3:a       | Alex Morgan        | USA           | Klubblös                    | Anfallare   |
| 2011          | 1:a       | Homare Sawa        | Japan         | INAC Kobe Leonessa          | Mittfältare |
| 2011          | 2:a       | Marta              | Brasilien     | Western New York Flash      | Anfallare   |
| 2011          | 3:a       | Abby Wambach       | USA           | magicJack                   | Anfallare   |
| 2010          | 1:a       | Marta              | Brasilien     | FC Gold Pride               | Anfallare   |
| 2010          | 2:a       | Birgit Prinz       | Tyskland      | FFC Frankfurt               | Anfallare   |
| 2010          | 3:a       | Fatmire Bajramaj   | Tyskland      | FFC Turbine Potsdam         | Mittfältare |
| 2009          | 1:a       | Marta              | Brasilien     | Los Angeles Sol · Santos FC | Anfallare   |
| 2009          | 2:a       | Birgit Prinz       | Tyskland      | FFC Frankfurt               | Anfallare   |
| 2009          | 3:a       | Kelly Smith        | England       | Boston Breakers             | Anfallare   |
| 2008          | 1:a       | Marta              | Brasilien     | Umeå IK                     | Anfallare   |
| 2008          | 2:a       | Birgit Prinz       | Tyskland      | 1. FFC Frankfurt            | Anfallare   |
| 2008          | 3:a       | Cristiane          | Brasilien     | Linköpings FC               | Anfallare   |
| 2007 Detaljer | 1:a       | Marta              | Brasilien     | Umeå IK                     | Anfallare   |
| 2007 Detaljer | 2:a       | Birgit Prinz       | Tyskland      | 1. FFC Frankfurt            | Anfallare   |
| 2007 Detaljer | 3:a       | Cristiane          | Brasilien     | VfL Wolfsburg               | Anfallare   |
| 2006          | 1:a       | Marta              | Brasilien     | Umeå IK                     | Anfallare   |
| 2006          | 2:a       | Kristine Lilly     | USA           | KIF Örebro DFF              | Mittfältare |
| 2006          | 3:a       | Renate Lingor      | Tyskland      | 1. FFC Frankfurt            | Mittfältare |
| 2005          | 1:a       | Birgit Prinz       | Tyskland      | 1. FFC Frankfurt            | Anfallare   |
| 2005          | 2:a       | Marta              | Brasilien     | Umeå IK                     | Anfallare   |
| 2005          | 3:a       | Shannon Boxx       | USA           |                             | Mittfältare |
| 2004          | 1:a       | Birgit Prinz       | Tyskland      | 1. FFC Frankfurt            | Anfallare   |
| 2004          | 2:a       | Mia Hamm           | USA           | W. Freedom slutat           | Anfallare   |
| 2004          | 3:a       | Marta              | Brasilien     | Umeå IK                     | Anfallare   |
| 2003          | 1:a       | Birgit Prinz       | Tyskland      | 1. FFC Frankfurt            | Anfallare   |
| 2003          | 2:a       | Mia Hamm           | USA           | Washington Freedom          | Anfallare   |
| 2003          | 3:a       | Hanna Ljungberg    | Sverige       | Umeå IK                     | Anfallare   |
| 2002          | 1:a       | Mia Hamm           | USA           | Washington Freedom          | Anfallare   |
| 2002          | 2:a       | Birgit Prinz       | Tyskland      | 1. FFC Frankfurt            | Anfallare   |
| 2002          | 3:a       | Sun Wen            | Kina          | Atlanta Beat                | Anfallare   |
| 2001          | 1:a       | Mia Hamm           | USA           | Washington Freedom          | Anfallare   |
| 2001          | 2:a       | Sun Wen            | Kina          | Atlanta Beat                | Anfallare   |
| 2001          | 3:a       | Tiffeny Milbrett   | USA           | New York Power              | Anfallare   |

### Flest vinster

#### Per spelare
| Vinster | Spelare        | Klubb                                              |
| ------- | -------------- | -------------------------------------------------- |
| 5       | Marta          | Umeå IK, FC Gold Pride, Los Angeles Sol/ Santos FC |
| 3       | Birgit Prinz   | 1. FFC Frankfurt                                   |
| 2       | Mia Hamm       | Washington Freedom                                 |
| 2       | Carli Lloyd    | Houston Dash                                       |
| 1       | Nadine Keßler  | VfL Wolfsburg                                      |
| 1       | Nadine Angerer | Brisbane Roar                                      |
| 1       | Abby Wambach   | Klubblös                                           |
| 1       | Homare Sawa    | INAC Kobe Leonessa                                 |
| 1       | Lieke Martens  | FC Barcelona                                       |

#### Per land
| Vinster | Land          | Spelare                                     |
| ------- | ------------- | ------------------------------------------- |
| 5       | Tyskland      | Birgit Prinz, Nadine Angerer, Nadine Keßler |
| 5       | Brasilien     | Marta                                       |
| 5       | USA           | Abby Wambach, Carli Lloyd, Mia Hamm         |
| 1       | Japan         | Homare Sawa                                 |
| 1       | Nederländerna | Lieke Martens                               |

#### Per klubb
| Vinster | Klubb              | Spelare        |
| ------- | ------------------ | -------------- |
| 3       | 1. FFC Frankfurt   | Birgit Prinz   |
| 3       | Umeå IK            | Marta          |
| 2       | Washington Freedom | Mia Hamm       |
| 2       | Houston Dash       | Carli Lloyd    |
| 1       | VfL Wolfsburg      | Nadine Keßler  |
| 1       | Brisbane Roar FC   | Nadine Angerer |
| 1       | FC Gold Pride      | Marta          |
| 1       | INAC Kobe Leonessa | Homare Sawa    |
| 1       | Los Angeles Sol    | Marta          |
| 1       | Santos FC          | Marta          |
| 1       | FC Barcelona       | Lieke Martens  |
| 1       | Klubblös           | Abby Wambach   |

#### Per liga
| Vinster | Liga                                                                                           | Klubbar                                                          |
| ------- | ---------------------------------------------------------------------------------------------- | ---------------------------------------------------------------- |
| 4       | Frauen-Bundesliga                                                                              | VfL Wolfsburg                                                    |
| 5       | Women's United Soccer Association, Women's Professional Soccer, National Women's Soccer League | Washington Freedom, FC Gold Pride, Los Angeles Sol, Houston Dash |
| 3       | Damallsvenskan                                                                                 | Umeå IK                                                          |
| 1       | A-League                                                                                       | Brisbane Roar FC                                                 |
| 1       | L League                                                                                       | INAC Kobe Leonessa                                               |
| 1       | Brasilianska högsta divisionen                                                                 | Santos FC                                                        |
| 1       | Primera División                                                                               | FC Barcelona                                                     |
| 1       | Klubblös                                                                                       | Klubblös                                                         |

### Webbkällor
- FIFA World player of the year Gala